# Ли Гуангјуен
Ли Гуангјуен (кин: 李广源; романизовано Li Guangyuan, Тајџоу, 27. фебруар 1997) кинески је пливач чија ужа  специјалност су трке леђним стилом. Био је део кинеског олимпијског тима на Летњим олимпијским играма 2016. у Рију.

## Спортска каријера
Први запаженији резултат на међународној сцени, Ли је остварио на Олимпијским играма младих у Нанкингу 2014. где је освојио две златне и једну бронзану медаљу. Свега месец дана касније је дебитовао и у сениорској конкуренцији, а једину трку у којој је учествовао на тадашњим Азијским играма у Инчону завршио је са дисквалификацијом.
На светским првенствима је дебитовао у руском Казању 2015, где је успео да се пласира у финале трке на 200 леђно, које је окончао на укупно осмом месту. Трку на 100 леђно је завршио на двадесетом месту у квалификацијама.
Ли је остварио јако добар резултат и на својим првим Олимпијским играма, пошто је у Рију 2016. заузео високо шесто место у финалу трке на 200 леђно. На дупло краћој деоници заузео је 21. место у квалификацијама.
Прву медаљу у сениорској каријери на великим такмичењима је освојио на светском првенству у Будимпешти 2017, пошто је кинеска микс штафета на 4×100 мешовито за коју је пливао у финалу заузела треће место и освојила бронзану медаљу. Обе појединачне трке леђним стилом окончао је у полуфиналима.
Велики успех је остварио и на Азијским играма у Џакарти 2018. где је освојио две златне медаље пливајући у штафетама у обе штафете на 4×100 мешовито (мушка и мешовита штафета). У децембру 2018. је по први пут учествовао на светском првенству у малим базенима, а једину трку у којој је учествовао на том првенству, ону на 100 леђно, завршио је на тек 28. месту у квалификацијама.
Трећи наступ на светским првенствима у великим базенима је имао у корејском Квангџуу 2019 — 22. место на 100 леђно и 21. место на 200 леђно.